# The Beggar
The Beggar è il sedicesimo album in studio del gruppo musicale statunitense Swans, pubblicato nel 2023.

## Tracce

### Edizione Standard
- Disco 1

1. The Parasite – 8:21
2. Paradise Is Mine – 9:23
3. Los Angeles: City of Death – 3:29
4. Michael Is Done – 6:08
5. Unforming – 5:55
6. The Beggar – 10:15
7. No More of This – 6:55
8. Ebbing – 11:04
9. Why Can't I Have What I Want Any Time That I Want? – 7:38

- Disco 2

1. The Beggar Lover (Three) – 43:51
2. The Memorious – 8:38

### Edizione Vinile
- Side A

1. Paradise Is Mine – 9:23
2. The Beggar – 10:15

- Side B

1. Los Angeles: City of Death – 3:29
2. The Parasite – 8:27
3. The Memorious – 7:53

- Side C

1. Michael Is Done – 6:08
2. Why Can't I Have What I Want Any Time That I Want? – 7:41
3. Unforming – 6:10

- Side D

1. Ebbing – 11:25
2. No More of This – 6:55

## Formazione
Swans
- Michael Gira – voce, chitarra acustica
- Kristof Hahn – lap steel guitar, chitarra, voce
- Larry Mullins – batteria, mellotron, vibrafono, tastiera, cori
- Dana Schechter – basso, lap steel, tastiera, voce, piano
- Christopher Pravdica – basso, effetti, tastiera, voce
- Phil Puleo – batteria, percussioni, voce, piano

Altri musicisti
- Ben Frost – chitarra, sintetizzatore, effetti
- Jennifer Gira – cori
- Lucy Kruger – cori
- Laura Carbone – cori
- Norman Westberg - chitarra (in Ebbing)